# 9449 Petrbondy
9449 Petrbondy (1997 VU2) là một tiểu hành tinh vành đai chính được phát hiện ngày 4 tháng 11 năm 1997 bởi L. Šarounová ở Ondřejov.